# Olivier Sorlin
Olivier Sorlin, född 9 april 1979 i Saint-Étienne, är en fransk före detta fotbollsspelare. 
Sorlin har tidigare spelat i bland annat Montpellier och AS Monaco.